# 捕手間諜
《捕手間諜》（英語：The Catcher Was a Spy）是一部2018年的美國傳記間諜電影，由班·李文執導，羅伯特·羅達特編劇，改編尼古拉斯·達維多夫的英文同名書籍《The Catcher Was A Spy: The Mysterious Life of Moe Berg》。主演是保羅·活特，飾演莫伊·貝格，貝格是一名在第二次世界大戰期間為美國政府從事間諜活動的前棒球員。其他演員有馬克·史壯、席艾娜·米勒、傑夫·丹尼爾、湯姆·威爾金森、吉安卡羅·吉安尼尼、真田廣之、佳·皮雅斯和保羅·吉馬蒂。本片於2018年辛丹斯電影節上首映，並在2018年6月22日公映。

## 劇情
莫伊·貝格是一名有15年經驗的棒球員，他加入戰事擔任間諜，阻止納粹德國製造第一顆原子彈。

## 演員
- 保羅·活特 飾 莫伊·貝格
- 馬克·史壯 飾 維爾納·海森堡
- 席艾娜·米勒 飾 Estella Huni
- 傑夫·丹尼爾 飾 比爾·多諾萬（英语：William J. Donovan）
- 湯姆·威爾金森 飾 Paul Scherrer（英语：Paul Scherrer）
- 吉安卡羅·吉安尼尼（英语：Giancarlo Giannini） 飾 愛德華多·阿馬爾迪（英语：Edoardo Amaldi）教授
- 真田廣之 飾 Kawabata
- 佳·皮雅斯 飾 羅伯特·富文（英语：Robert Furman）
- 保羅·吉馬蒂 飾 塞繆爾·古德斯米特
- 康妮·尼爾森 飾 Koranda
- 希亞·溫漢 飾 喬·克羅寧
- 威廉·候普（英语：William Hope (actor)） 飾 John Kieran
- 約翰·施瓦布（英语：John Schwab） 飾 雷夫提·葛洛夫
- 皮耶法蘭西斯柯·法維諾 飾 Martinuzzi
- James McVan 飾 盧·賈里格

## 外部連結
- The Catcher Was a Spy （页面存档备份，存于） at the Internet Movie Database
- Interview （页面存档备份，存于） with director Ben Lewin